# Związek Producentów Audio Video
Związek Producentów Audio Video (ZPAV), en español:  Asociación de productores de audio y vídeo, es la organización que representa los intereses de la industria de la música en Polonia, y miembro de Federación Internacional de la Industria Fonográfica (por sus siglas en inglés: IFPI). Fue fundada en 1991 y autorizada por el Ministerio de Cultura de Polonia para que actúe como una organización de gestión de derechos en el ámbito de los videos y música. ZPAV publica el Polish Music Charts y concede el Premio Fryderyk.

## Historia
La Związek Producentów Audio Video fue fundada oficialmente el 11 de julio de 1991, tras el reconocimiento de la IFPI dado en junio de ese año. En febrero de 1995 ZPAV fue autorizada por el Ministerio de Cultura de Polonia para que actúe como una organización de gestión de derechos en el ámbito de los videos y la música. Seguidamente, en diciembre de ese año, comenzó con el derecho a cobrar una parte del impuesto del 3% en blanco a los medios de comunicación, en nombre de los productores. También marcó el inicio de la premiación a la música por ZPAV, con certificaciones de disco de oro y platino otorgados desde febrero de 1995, mientras que el premio Fryderyk fue presentado por primera vez el mes siguiente de ese año.
En 1996, la ZPAV comenzó a firmar acuerdos sobre de las comisiones para la difusión de grabaciones sonoras, con Telewizja Polska y las principales estaciones de radio comerciales firmando en 1997 y con Polskie Radio en 1999, además de otros acuerdos con locales comerciales sobre música, para 2002.
En 1998, junto con la Fundación para la Protección de Obras Audiovisuales (en polaco: Fundacja Ochrony Twórczości Audiowizualnej, FOTA) y la Business Software Alliance (BSA), ZPAV presenta la Coalición Anti-Piratería. En el año 2000, ZPAV publicó el primer mapa oficial en el registro de Polonia, OLiS y comienza cuando un acuerdo con Nielsen Music Control en 2006.

## Charts
ZPAV publica dos listas de álbumes oficiales, Olis, un gráfico semanal sobre la base de datos de ventas al por menor, y Top 100, un gráfico mensual sobre la base de los datos recibidos de las compañías discográficas. También pública el Polish Airplay Chart de Nielsen Company.